# Лажов, лажов
Лажов, лажов (енгл. Liar Liar) је америчка сатирична фантастична комедија из 1997. године, режисера Тома Шедијака, по сценарију који су написали Пол Гуеј и Стивен Мазур. Главну улогу тумачи Џим Кери као адвокат који је читаву своју каријеру изградио на лажима, али је проклет да говори само истину један једини дан, током којег се бори да одржи каријеру и да се помири са бившом женом и сином од којих се отуђио својим патолошким лагањем.
Филм је остварио критички и комерцијални успех, зарадивши преко 302 милиона долара у односу на буџет од 45 милиона долара. Добио је позитивне рецензије и критичара и публике, који су посебно похвалили Керијеву глуму. Био је номинован за Златни глобус у категорији за најбољег глумца у комедији.

## Радња
Флечер Рид је разведени адвокат из Лос Анђелеса, који воли да проводи време са својим малим сином Максом. Међутим, Флечер такође има обичај да даје предност својој каријери, крши обећања Максу и бившој жени Одри, а затим лаже о разлозима, што га је учинило успешним адвокатом у својој фирми. Након што Флечер пропусти Максову рођенданску забаву када га старија партнерка Миранда намами да буде унапређен сексом у канцеларији, Макс за рођенданску жељу пожели да Флечер не може да лаже бар један дан.
Флечер убрзо открива, кроз низ непријатних инцидената, да није у стању да лаже, обмањује или прикрива истину, до те мере да се његово тело физички опире покушају да напише лажну изјаву. Ови инциденти удаљавају Флечера од Миранде и његове секретарице Грете, одузимају му аутомобил када полицајцу призна све своје саобраћајне прекршаје и неплаћене карте и узрокују му немогућност да изложи лаж пред судом.
Флечеров најновији клијент је Саманта Кол, спонзоруша која тражи финансијску компензацију од свог будућег бившег мужа, Ричарда Кола. Главни сведок, Кенет Фалк, са којим га је Саманта варала, жели да лаже на суду да би она победила, али Флечер није у стању да прихвати лажно сведочење. У међувремену, Одри планира да се пресели у Бостон са својим вереником Џеријем и одлучује да поведе Макса са собом како би га заштитила од будућих разочарања која би му Флечер могао приредити.
Флечер очајнички покушава да одложи случај, чак се и самоповређује у купатилу, али не може да лаже да није способан за наставак суђења. Знајући да не може порећи доказ о Самантиној прељуби, он успешно оспорава ваљаност њеног предбрачног уговора након што је открио да га је потписала као малолетница без родитељског пристанка. Ово даје Саманти право на 50% Ричардове брачне имовине, омогућавајући Флечеру да добије случај истином. Међутим, Саманта такође инсистира на томе да се Ричарду оспори старатељство над њиховом децом за додатних 10.000 долара месечне алиментације. Обесхрабрени Флечер, схватајући да је покварио Саманту својим лажима, посматра како она извлачи своју уплакану децу из Ричардовог загрљаја. Ужаснут, Флечер захтева да се одлука поништи, али његов став љути судију и он бива ухапшен због непоштовања суда. Флечер позива Одри да га избави, али га она обавештава да њихов авион те ноћи креће за Бостон. Грета сазнаје за ово и, пошто је схватила да је Флечер окренуо нови лист, плаћа његову кауцију.
Препознајући Макса као свој највећи приоритет, Флечер жури на аеродром, али Одрин и Максов авион је већ напустио пристанишну платформу. У очају, он отима авионске степенице и сустиже авион на полетно-слетној стази. Након што је бацио једну од својих ципела на прозор кокпита, успео је да натера пилота да заустави авион, али је повређен након што је сударио авионске степенице и са њих избачен. На носилима, Флечер се заклиње Максу да ће од сад проводити више времена са њим. Каже да му, упркос чињеници да су прошла 24 сата и да сада може да лаже, више прија да буде искрен. Макс му верује, а Одри, охрабрена Џеријем, одлучује да остане у Калифорнији.
Годину дана касније, Флечер и Одри прослављају Максов рођендан. Макс зажели рођенданску жељу, да би открио да се Флечер и Одри љубе када се светла поново упале. Флечер пита Макса да ли је пожелео да се његови родитељи помире, али Макс открива да је желео само ролере. Породица се враћа у нормалу док Флечер јури Одри и Макса по кући са „Канџом”, игром коју често игра са својим сином.

## Улоге
| Глумац          | Улога                 |
| --------------- | --------------------- |
| Џим Кери        | Флечер Рид            |
| Мора Тирни      | Одри Рид              |
| Џастин Купер    | Макс Рид              |
| Кери Елвес      | Џери                  |
| Ен Хејни        | Грета                 |
| Џенифер Тили    | Саманта Кол           |
| Аманда Донохо   | Миранда               |
| Џејсон Бернард  | судија Маршал Стивенс |
| Свуси Керц      | Дејна Еплтон          |
| Мичел Рајан     | господин Алан         |
| Кристофер Мејер | Кенет Фалк            |
| Ерик Пјерпоинт  | Ричард Кол            |
| Рендал Коб      | Лобања                |
| Шери Отери      | Џејн                  |

## Продукција
Оригинална верзија сценарија, коју су написали Паул Гуеј и Стивен Мазур 1994. године, вртела се око подмуклог агента за некретнине који је лагао клијенте о кућама, а написана је са намером да Стив Мартин тумачи главну улогу. Касније га је преправио Џад Апатоу да би укључио адвоката, намењеног млађем глумцу „не старијем од 35 година”, као што су Џим Кери, Мајк Мајерс или Еди Марфи. Мајерс је одбио како би могао да сними филм Остин Пауерс: Међународни човек мистерије, док је Кери одбио улогу доктора Евила у том филму да би уместо тога радио на Лажову, лажову, под условом да га његов чест сарадник и пријатељ Том Шедијак режира. У међувремену, Кери Елвес је добио улогу „случајно” када је налетео на Керија и Шедијака у Холивуду; када је питао шта намеравају, Кери је одговорио са: „Снимамо нови филм, хоћеш да будеш у њему?” Елвес је пристао на лицу места без читања сценарија.
Филм је сниман од 8. јула до 16. октобра 1996. године у Лос Анђелесу.
У једном интервјуу, Кери је изјавио да је снимање филма било веома физички захтевно за њега, „јер је укључивало стално потискивање очаја и потпуно избезумљавање све време. Отишао бих кући потпуно исцрпљен”. Према Керију, преко „милион стопа” филмске траке потрошено је због људи који су се неконтролисано смејали његовој импровизацији.

## Пријем

### Зарада
Филм је обележио другу од три сарадње Керија и Шедијака, од којих су све изузетно добро прошле на биоскопским благајнама: филм је током првог викенда зарадио 31.423.025 долара у 2.845 биоскопа. Био је то други најуспешнији премијерни викенд за Universal Pictures, тек иза Парка из доба јуре. Филм је такође надмашио Нинџа корњаче и имао најуспешнији премијерни викенд за месец март. Држао је овај рекорд пет година док га није оборило Ледено доба 2002. године. У то време, Лажов, лажов је имао други најуспешнији почетни викенд за филм студија Imagine Entertainment, иза Уцене. Био је рангиран на првом месту по заради током свог првог викенда, надмашивши и специјално реиздање Повратка џедаја и Селену. Задржао се на врху листе по заради укупно три недеље пре него што га је претекла Анаконда. Крајем априла 1997, Лажов, лажов је по заради надмашио специјално реиздање Ратова звезда. У Северној Америци је зарадио 181.410.615 долара, а на биоскопским благајнама на другим територијама је зарадио 121.300.000 долара за укупну зараду од 302.710.615 долара.

### Критике
Филм је добио позитивне рецензије критичара. На сајту Rotten Tomatoes има рејтинг одобравања од 83%, на основу 63 рецензије, са просечном оценом 6,90/10. Критички консензус сајта гласи: „Упркос свом танком заплету, Лажов, лажов је уздигнут бујним физичким хумором Џима Керија, а резултат је бура смеха која је помогла да се прошири привлачност овог комичара”. На сајту Metacritic, филм има оцену 70 од 100, на основу 20 критичара, што указује на „генерално повољне критике”. Публика коју је анкетирао CinemaScore дала му је оцену „А−” на скали од А+ до F.
Роџер Иберт из Chicago Sun-Times-а дао је филму три од четири звездице и изјавио: „Постепено развијам сумњу, или је то можда страх, да Џим Кери почиње да ми се свиђа”, пошто је дао негативне критике његовим претходним филмовима Глупан и тупан и Ејс Вентура: Детектив за кућне љубимце.
Неки критичари су приметили сличности између заплета филма и епизоде Зоне сумрака под називом „Цела истина” где продавац половних аутомобила долази у власништво аутомобила који је уклет и присиљава га да говори истину све док га поседује. Конкретно, једна сцена која личи на елемент који се користи у Лажову, лажову је део у коме продавчев помоћник тражи повишицу, а он је приморан да му каже да је неће добити.
Филм је био номинован за место на листи „100 година АФИ-ја... 100 комедија” Америчког филмског института.